# Woohoo
Woohoo ist ein Lied der US-amerikanischen Pop-Sängerin Christina Aguilera, das sie zusammen mit der Rapperin Nicki Minaj aufnahm.

## Komposition
Woohoo wurde von Aguilera, Minaj, Claude Kelly, Ester Dean und Polow da Don geschrieben und erschien erstmals am 18. Mai 2010 als Download. Das Lied enthält musikalische Einflüsse von Electronica, R&B, Dancehall und Hip-Hop. Woohoo enthält ein Sample des ungarischen Liedes Add már uram az esőt, ursprünglich von der ungarischen Sängerin Kati Kovács aus dem Jahre 1972. Rob Harvilla von The Village Voice bezeichnete Woohoo als eine Mischung der Lieder Milkshake von Kelis und Lip Gloss von Lil’ Mama kombiniert mit elektrischen Synthieklängen. Inhaltlich behandelt Woohoo das Thema Oralverkehr.

## Liveauftritte
Aguilera sang Woohoo in einem Medley mit Binoic und Not Myself Tonight bei den MTV Movie Awards 2010. James Montgomery von den MTV News bezeichnete Woohoo nach Aguileras Auftritt als „echt sexy Tanznummer“.

## Kritik
Woohoo wurde von Musikkritikern gemischt aufgenommen, gelobt wurden Minajs Gastbeitrag und Aguileras Gesang. Vielen Kritikern fielen Ähnlichkeiten zu Kelis Hit Milkshake auf. Kritisiert wurde der sexuelle Inhalt des Lieds. Sara D. Anderson von AOL Music sagte, das „provokative Dancehall-Stück schafft eine gelungene Verbindung von Aguileras kraftvoller Stimme mit Minajs MC-Taktiken“. Benjamin Boles vom Now Magazine bezeichnete den Titel als bestes Stück des Albums Bionic und kommentierte, dass Minajs Gastbeitrag das Lied gerettet habe. Alexis Petridis von The Guardian sagte: „If you’re going to do a five-minute song about cunnilingus, it’s a good idea to enlist foul-mouthed rapper Nicki Minaj, whose bug-eyed contribution lends the proceedings an air of gripping abandon.“ Chris Ryan von MTV Buzzworthy bezeichnete den Titel als „sexuelle funkige Pop-Club-Nummer“, er führte fort: „In Nicki Minaj fand Aguilera die perfekte Partnerin für ihre erotischen Pop-Abenteuer.“ Er bezeichnete den Titel weiterhin als „dreckige Cousine von Rihannas Rude Boy und Hollaback Girl“.
Becky Bain von Idolator sagte: „Wenn es eine Person gibt, die es mit Aguileras Unanständigkeit aufnehmen kann, ist es Nicki Minaj, diese zwei sind deshalb das perfekte Paar für diese Art von Song.“

## Charts
Obwohl das Stück keine offizielle Single war, sondern nur Promo- und Download-Single, stieg es in die Charts ein. In der ersten Woche nach der Veröffentlichung debütierte Woohoo auf Platz 46 der Canadian Hot 100 und 79 der amerikanischen Billboard Hot 100. Beide Platzierungen wurden für Aguilera die schlechtesten ihrer Karriere in den Vereinigten Staaten und Kanada. In der zweiten Woche fiel die Single aus den Charts. Durch stärkere Downloadverkäufe nach Aguileras Liveauftritt bei den MTV Movie Awards 2010 und der Veröffentlichung von Bionoic stieg das Lied erneut in die Billboard Hot 100 auf Platz 99.
| ChartsChartplatzierungen       | Höchstplatzierung | Wochen |
| ------------------------------ | ----------------- | ------ |
| Vereinigte Staaten (Billboard) | 79 (2 Wo.)        | 2      |